# Hee Haw
Hee Haw es un programa humorístico de televisión estadounidense, basado en la vida de los habitantes del Condado de Kornfield, una zona rural ficticia. Fue transmitido por la cadena CBS de 1969 a 1971, antes de ser emitido por 21 años seguidos en una productora de televisión local de la ciudad de Nashville, Tennessee. El programa se basó en la comedia de la NBC Rowan & Martin's Laugh-In, con la diferencia que Hee Haw se centraba en la música country y en la cultura rural del sur de los Estados Unidos. Fue presentado por los artistas de country Buck Owens y Roy Clark.